# Ferrari 456
Der Ferrari 456 ist ein Berlinetta 2+2-Sitzer des italienischen Sportwagenherstellers Ferrari, der von Januar 1993 bis Juni 2004 hergestellt wurde.
Anfangs wurde er als 456 GT und 456 GTA (mit Automatikgetriebe) vermarktet und kam 1998 als modifizierte Version 456M (M steht für Modificato) auf den Markt. Dabei handelte es sich um eine bezüglich Aerodynamik, Komfort und Ergonomie im Innenraum verbesserte Version des GT. Ebenso wurde die Karosserie von Pininfarina weiterentwickelt. Der Name Ferrari 456 leitet sich aus dem Hubraum eines Zylinders mit 456 cm³ ab.

## Ferrari 456 GT/GTA
Auf dem Pariser Automobilsalon im Oktober 1992 wurde der Ferrari 456 GT vorgestellt. Im Januar 1993 kam er mit Schaltgetriebe auf den Markt, der GTA mit Automatikgetriebe erschien 1996.
Motor und das Getriebe an der Hinterachse sind über eine in einem Stahlrohr dreifach gelagerte Antriebswelle miteinander verbunden. Das Sechsgang-Getriebe ist in Transaxle-Bauweise mit dem Sperrdifferenzial von ZF in einem Gehäuse vereint.
Die Räder sind einzeln an doppelten Dreiecksquerlenkern aufgehängt mit Gasdruckstoßdämpfern, Schraubenfedern rundum und Drehstab-Stabilisatoren. Ferner hat der 456 eine Niveauregulierung hinten und ein Anti-Dive-System vorn. Der Fahrer kann zwischen „normaler“ und „sportlicher“ Fahrwerksabstimmung wählen. Die Traktion wird durch ein Antriebsschlupfregelungssystem kontrolliert, das über eine CAN-Leitung mit dem Antiblockiersystem (ABS) und dem Motorkontrollsystem verbunden ist und bei Verlust der Bodenhaftung sofort reagiert. Dieses System war einzigartig, drei verschiedene Kontrollmodi waren vom Fahrer aus wählbar.
Eine Besonderheit ist der im hinteren Stoßfänger integrierte, elektronisch gesteuerte Spoiler. Dieser veränderte seinen Winkel ab 110 km/h entsprechend den Anforderungen und kehrte ab 80 km/h wieder in seine Ausgangslage zurück. Serienmäßig war der 456 GT zudem mit einem Kofferset aus Leder und einer Servotronic ausgestattet, die bis 70 km/h die Lenkbewegungen unterstützt.

## Ferrari 456M

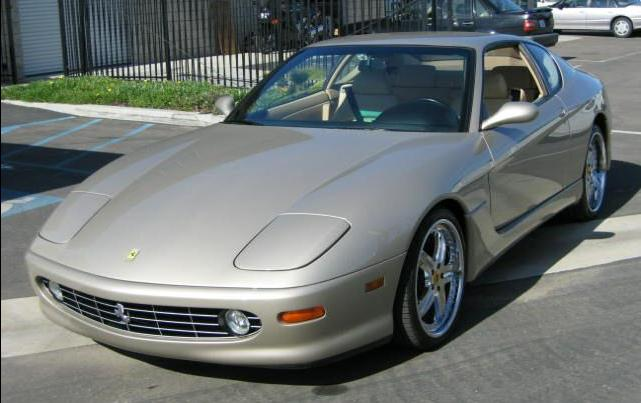
Ferrari 456M (1999)

Im Herbst 1998 wurde der überarbeitete 456M vorgestellt. Er war wahlweise mit Schalt- oder Automatikgetriebe erhältlich und mit versenkbaren Scheinwerfern und einer rundlicheren Frontpartie mit Integralspoiler ausgestattet. Die Motorhaube bestand aus kohlenstofffaserverstärktem Kunststoff. Der Kühlergrill mit integrierten Nebelscheinwerfern war überarbeitet worden, um die Motorkühlung und die Belüftung der Bremsen zu verbessern. Der Motor des 456M lieferte bedingt durch eine veränderte Motorsteuerung (Bosch Motronic 5.2) eine im Vergleich zum Vorgänger geringfügig höhere Leistung von 325 kW (442 PS) bei 6250/min.
Der 456M hatte belüftete Bremsscheiben mit Bremssätteln aus Aluminium und 4-Kanal-ABS, das mit ASR und EBD (einer elektronischen Bremskraftregelung) verbunden war. Die Zahnstangenlenkung war mit einem geschwindigkeitsabhängigen Servo ausgestattet.
Der 456M war der bislang letzte Serien-Ferrari mit Klappscheinwerfern.
Versionen
Der 456M konnte durch den Einbau einiger Extras von der Carrozzeria Scaglietti noch individueller gestaltet werden. Die 1997 veröffentlichte Liste enthielt Angebote für die Modelle 456M, F355 und 550 Maranello, darunter verschiedene Lackierungen mit farblich passender Innenausstattung, die Installation eines Telefons oder beispielsweise ein Batterieladegerät mit Anschluss im Motorraum.

## Technische Daten

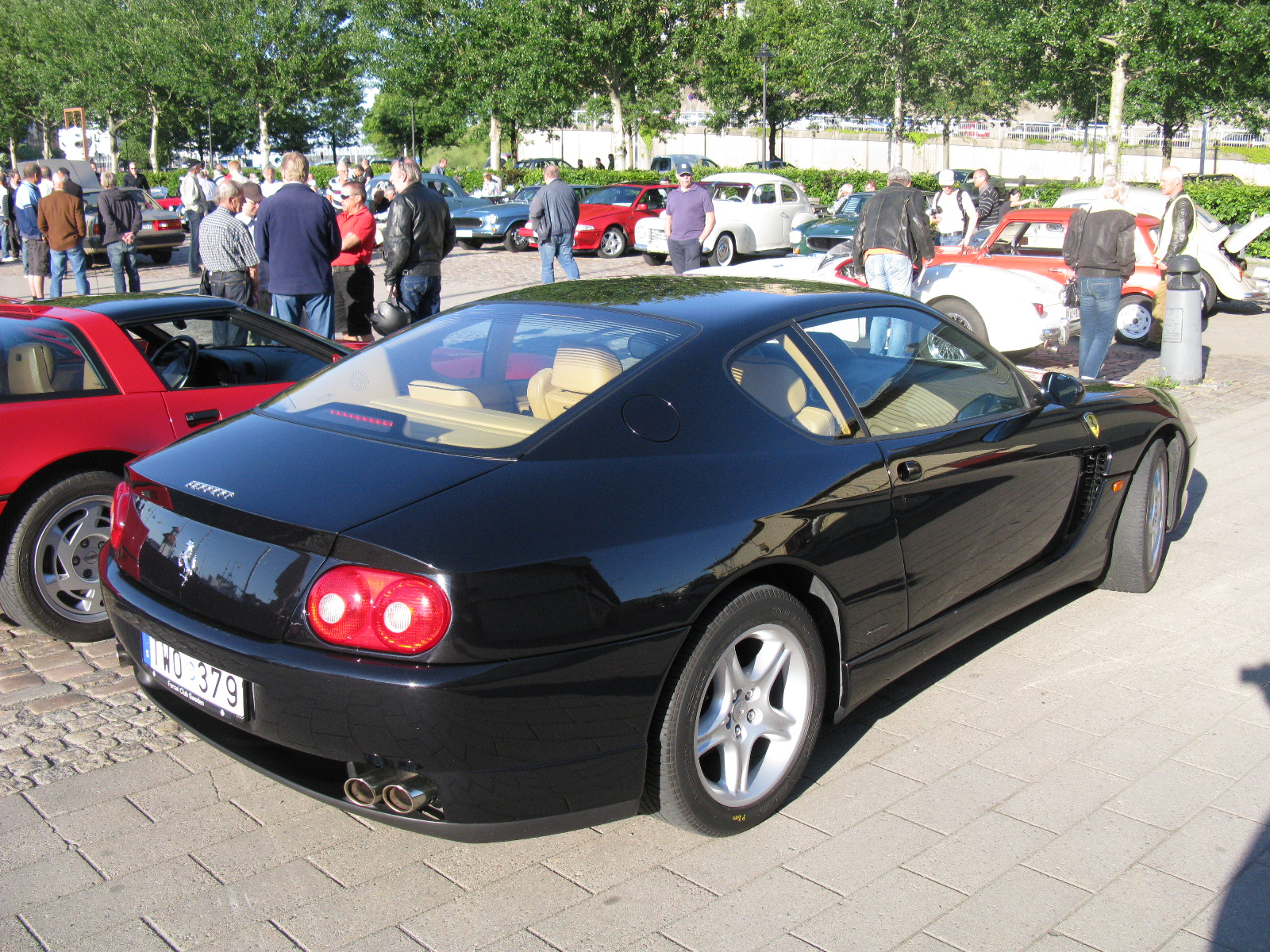
Heckansicht

| Ferrari:                                    | 456M GT                        | 456M GTA                       |
| ------------------------------------------- | ------------------------------ | ------------------------------ |
| Motorbauart und Anordnung                   | 12 Zylinder V-Frontmotor, 65°  | 12 Zylinder V-Frontmotor, 65°  |
| Hubraum                                     | 5474 cm³                       | 5474 cm³                       |
| Bohrung × Hub                               | 88 × 75 mm                     | 88 × 75 mm                     |
| Leistung                                    | 325 kW (442 PS) bei 6.250/min. | 325 kW (442 PS) bei 6.250/min. |
| max. Drehmoment                             | 550 Nm bei 4.500/min.          | 550 Nm bei 4.500/min.          |
| Getriebe, serienmäßig                       | 6-Gang                         | 4-Gang-Automatik               |
| Höchstgeschwindigkeit, km/h                 | 302                            | 298                            |
| Leergewicht in kg                           | 1.690                          | 1.770                          |
| Beschleunigung, 0–100 km/h in s             | 5,2                            | 5,5                            |
| Tankinhalt                                  | 110 Liter                      | 110 Liter                      |
| Kraftstoffverbrauch, kombiniert in l/100 km | 22,0 Super Plus                | k. A. Super Plus               |

## Sondermodelle
Sieben 456 GT wurden zu fünftürigen Kombiwagen umgebaut, für den sich die Bezeichnung Venice etabliert hat. Die Autos waren Sonderanfertigungen für den Sultan von Brunei. Die Karosserien hatte Pietro Camardella für Pininfarina entworfen; Konstruktionsarbeiten für die Kombis übernahm der Zulieferer Carrozzeria OPAC. Außerdem existieren einige Limousinen- und Cabriolet-Versionen des 456, die ebenfalls hauptsächlich für den Sultan von Brunei gefertigt wurden.

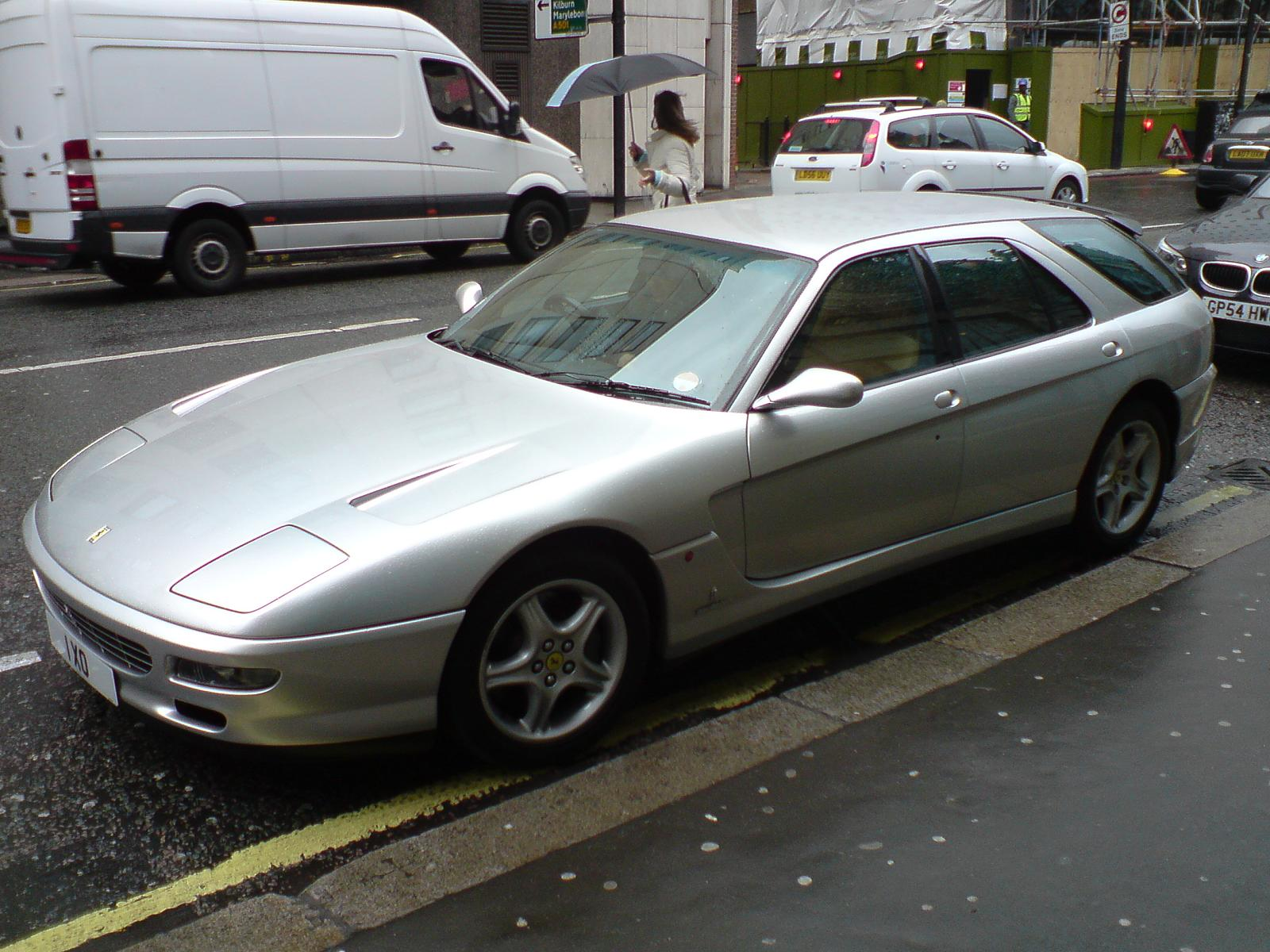
Ferrari 456 GT Venice
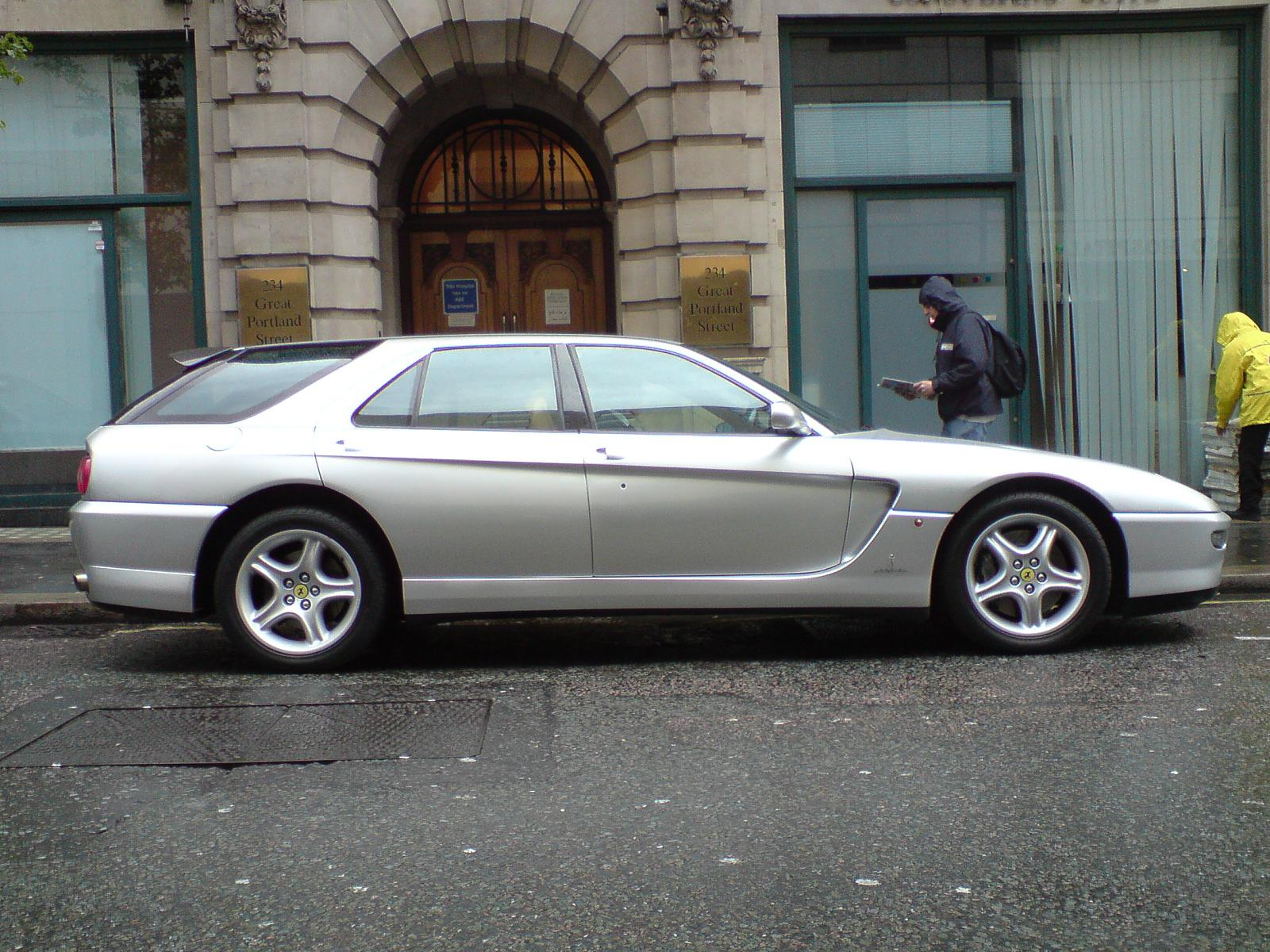
Seitenansicht
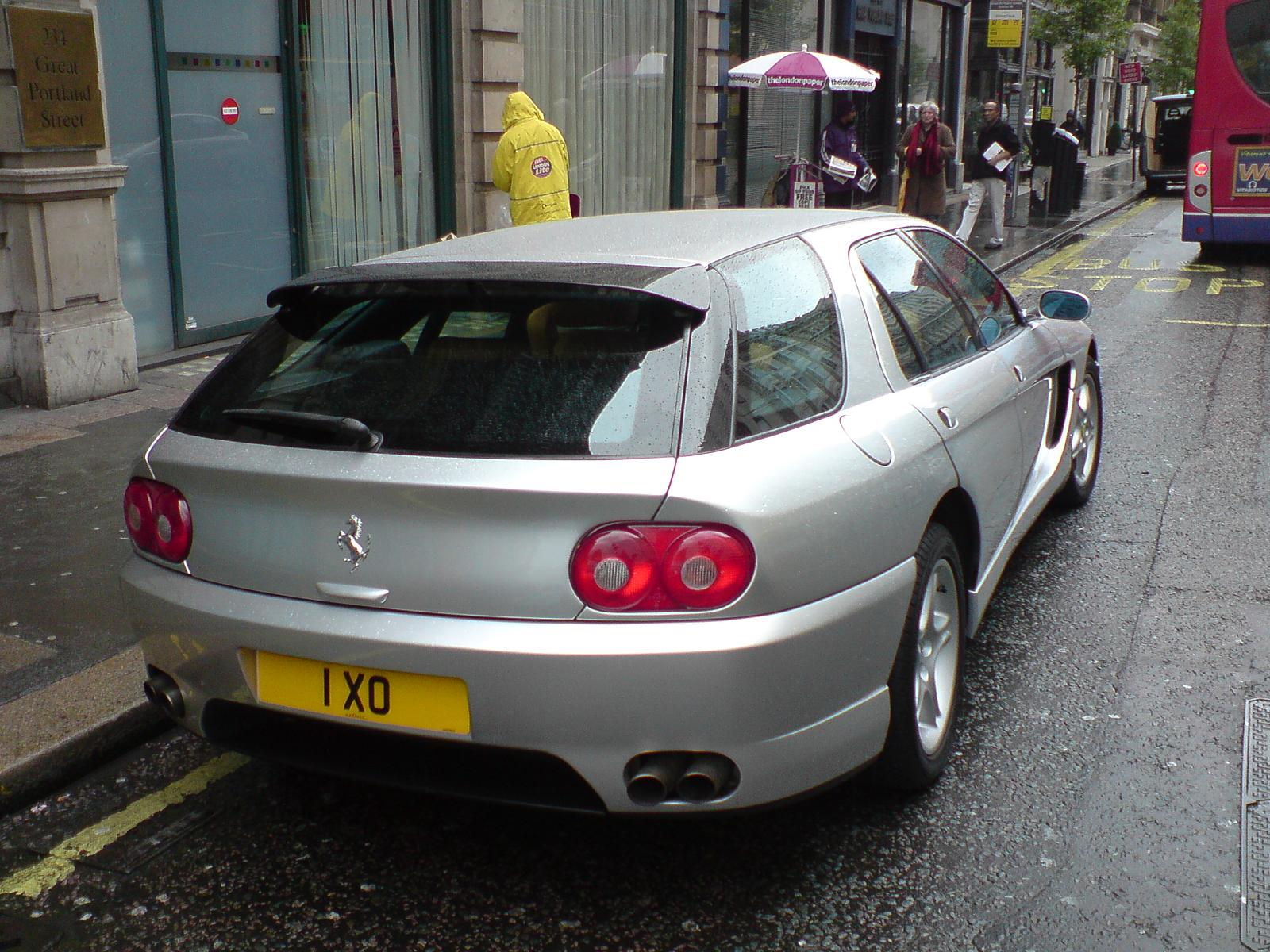
Heckansicht
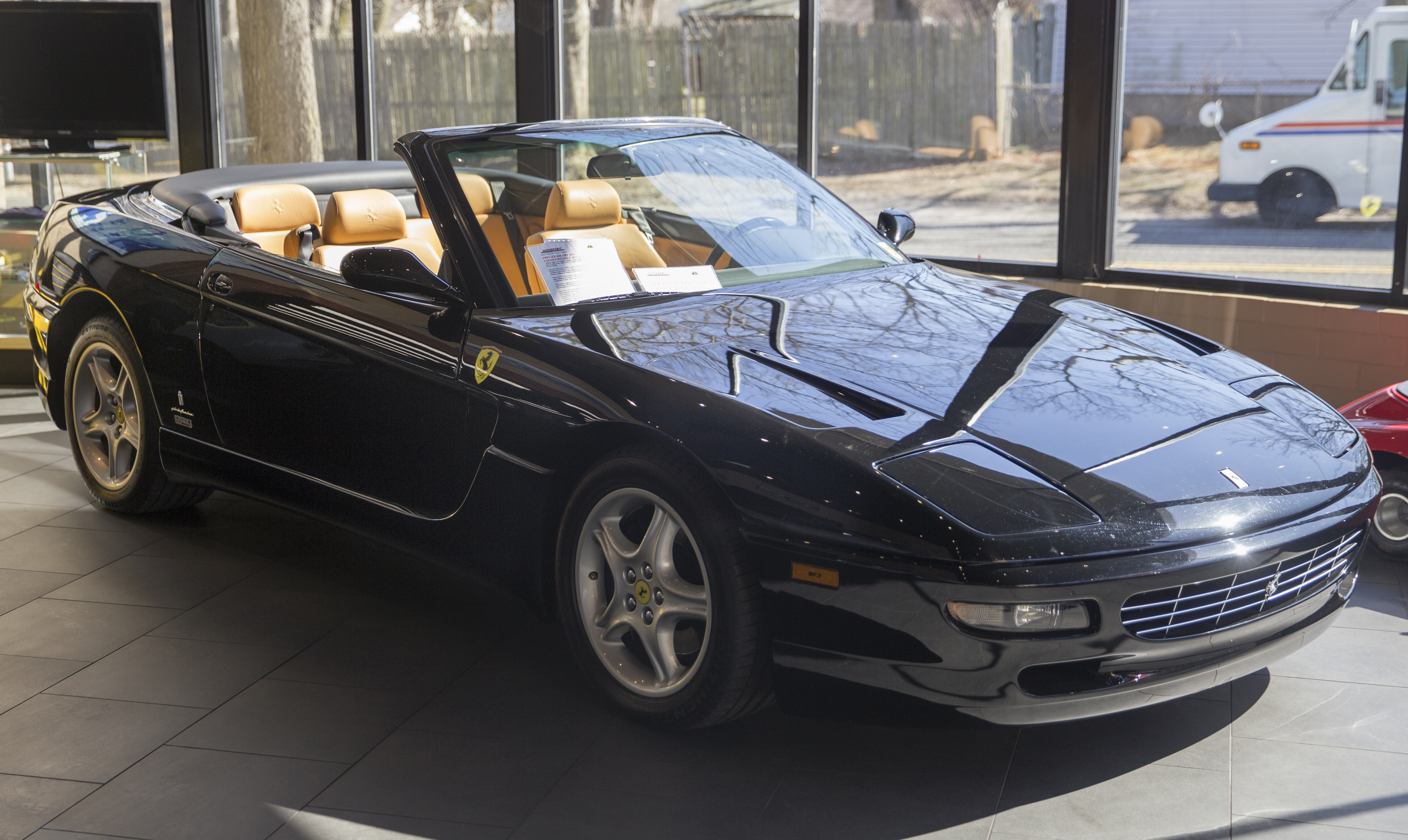
Cabriolet
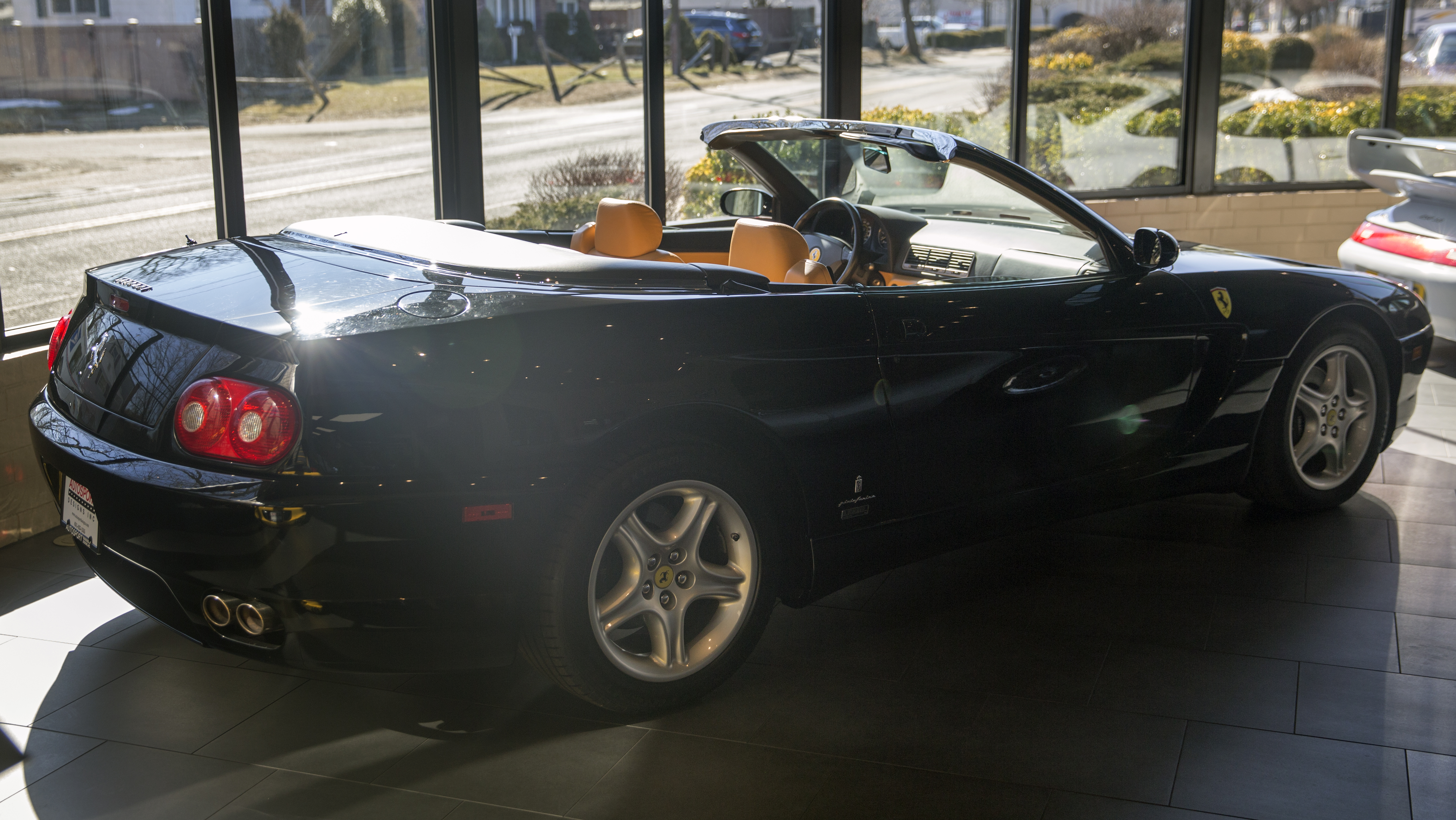
Heckansicht